# Reichsstraße 139

Die Reichsstraße 139 (R 139) war bis 1945 eine der kürzesten Staatsstraßen des Deutschen Reichs. Mit einer Gesamtlänge von lediglich 40 Kilometern verlief sie in Nord-Süd-Richtung im nördlichen Ostpreußen und verband die Stadt Insterburg und die Reichsstraßen R 1 und R 137 mit dem Landkreis Gerdauen und der ihn durchziehenden R 131.
Heute verläuft die Trasse der ehemaligen R 139 durch die südliche Hälfte der russischen Oblast Kaliningrad und ist als Teilstück der Fernstraße A 197 gekennzeichnet.

## Straßenverlauf der R139
A197 (Russland):
Provinz Ostpreußen (heute: Oblast Kaliningrad):
Landkreis Insterburg (heutiger Rajon Tschernjachowsk):
- Insterburg (Anschluss: Reichsstraßen R 1 und R 137)
- Didlacken (1938–46: Dittlacken, heute: Telmanowo)
- Harpenthal (1938–1946: Harpental, russisch: Wolodino, nicht mehr existent)
- Jänischken (1938–46: Jänichen, heute: Swoboda)

~ Schwalbe (Jutschinka) ~
- Jodlauken (1938–46: Schwalbental, heute: Wolodarowka)

Landkreis Darkehmen (1938–46: Landkreis Angerapp, heute Rajon Osjorsk):
- Szallgirren/Schallgirren (1938–46: Kreuzhausen, heute: Sadowoje)

~ Ilme (Borodinka) ~
Landkreis Gerdauen (heute Rajon Prawdinsk (Friedland (Ostpreußen))):
- Abelischken (1938–46: Ilmenhorst, heute: Belkino)
- Oschkin  (1938–46 Oschern, heute: Korolenkowo)
- Trotczin (1938–1946 Trotzenau, heute: Ostrowki)
- Groß Pentlack (1928–1946 Pentlack, heute: Kamenka)
- Nordenburg (Krylowo) (Anschluss: R 131)